# 최은경 (쇼트트랙 선수)
최은경(崔恩景, 1984년 12월 26일-)은 대한민국의 은퇴한 쇼트트랙 선수이다.
세화여자고등학교 2학년 때인 2002년 솔트레이크 동계 올림픽과 한국체육대학교 3학년 때인 2006년 토리노 동계 올림픽에서 2회 연속으로 3000m 계주 금메달과 1500m 은메달을 획득했다. 2003년 폴란드 바르샤바 세계 쇼트트랙 선수권 대회와 2004년 스웨덴 예테보리 세계 쇼트트랙 선수권 대회에서 2회 연속으로 종합 우승을 차지하였으며, 2005년 중국 베이징 세계 쇼트트랙 선수권 대회에서는 종합 2위에 올랐다.

## 출신 학교
- 대구용지초등학교
- 덕화여자중학교→목일중학교
- 세화여자고등학교
- 한국체육대학교 스포츠 심리학 박사

## 같이 보기
- 양양 (A)
- 왕멍
- 진선유
- 심석희
- 최민정